# Trofeo Laigueglia 2003
Il Trofeo Laigueglia 2003, quarantesima edizione della corsa, si svolse il 18 febbraio 2003, su un percorso di 183 km. La vittoria fu appannaggio dell'italiano Filippo Pozzato, che completò il percorso in 4h53'13", precedendo i connazionali Fabio Sacchi e Fabio Baldato.
I corridori che presero il via da Laigueglia furono 198, mentre coloro che portarono a termine il percorso sul medesimo traguardo furono 89.

## Ordine d'arrivo (Top 10)
| Pos. | Corridore         | Squadra                  | Tempo    |
| ---- | ----------------- | ------------------------ | -------- |
| 1    | Filippo Pozzato   | Fassa Bortolo            | 4h53'13" |
| 2    | Fabio Sacchi      | Saeco                    | s.t.     |
| 3    | Fabio Baldato     | Alessio-Bianchi          | s.t.     |
| 4    | Paolo Bettini     | Quick Step-Davitamon     | s.t.     |
| 5    | Massimiliano Mori | Formaggi Pinzolo Fiavé   | s.t.     |
| 6    | Vjačeslav Ekimov  | US Postal Service        | s.t.     |
| 7    | Mirko Celestino   | Saeco                    | s.t.     |
| 8    | Sergio Barbero    | Lampre                   | s.t.     |
| 9    | Luca Mazzanti     | Ceramiche Panaria-Fiordo | s.t.     |
| 10   | Uroš Murn         | Formaggi Pinzolo Fiavé   | s.t.     |